# Shizue Natsukawa
Shizue Natsukawa (夏川静江, Natsukawa Shizue), née le 9 mars 1909 à Tokyo et morte le 24 février 1999 à Tokyo, est une actrice japonaise.

## Biographie

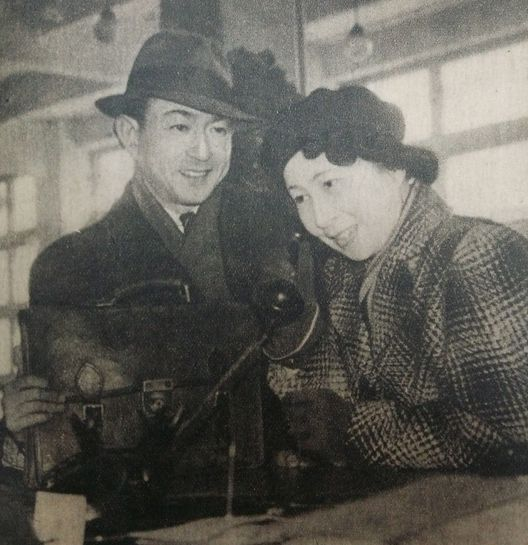
Shizue Natsukawa et son frère Daijirō Natsukawa en 1948.

Née dans l'ancienne municipalité de Shiba-ku (ja), dans l'actuel arrondissement de Minato à Tokyo, Shizue Natsukawa paraît sur scène dès l'âge de sept ans. Elle rejoint les studios Nikkatsu en 1927 et accède à la notoriété grâce à des films tels que Cinq femmes autour de lui de Yutaka Abe, La Dame aux camélias de Minoru Murata et La Marche de Tokyo de Kenji Mizoguchi. Elle épouse l'auteur-compositeur Nobuo Iida et suspend sa carrière quelques années, mais retourne à l'écran avec Le Printemps des petites îles (Kojima no haru) de Shirō Toyoda en 1940. Elle incarne de nombreux seconds rôles au cinéma et à la télévision après la Seconde Guerre mondiale,.
Tant son frère Daijirō Natsukawa que sa fille Kahoru Natsukawa (ja) ont poursuivi leur chemin dans le spectacle.
Shizue Natsukawa a tourné dans près de 130 films entre 1919 et 1979.

## Filmographie partielle
- 1919 : L'Éclat de la vie (生の輝き, Sei no kagayaki?) de Norimasa Kaeriyama
- 1923 : Dokuro no mai (髑髏の舞?) d'Eizō Tanaka

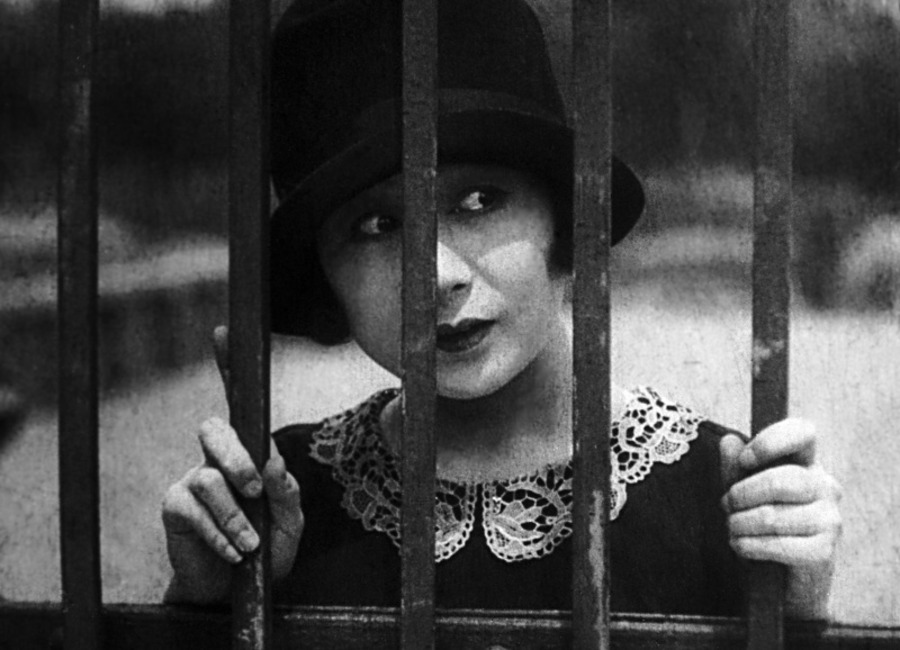
Shizue Natsukawa dans La Ville de l'amour (1928).

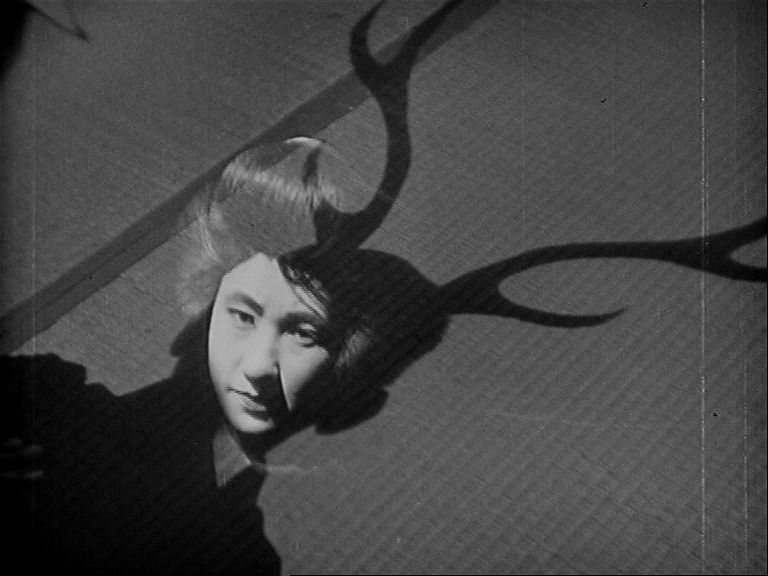
Shizue Natsukawa dans La Marche de Tokyo (1929).

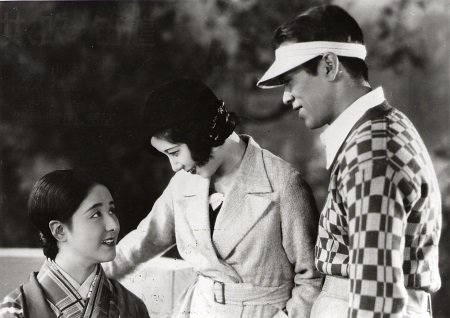
Hisako Takihana (à gauche) et Shizue Natsukawa (au centre) dans La fille qui joue de la flûte (1932).

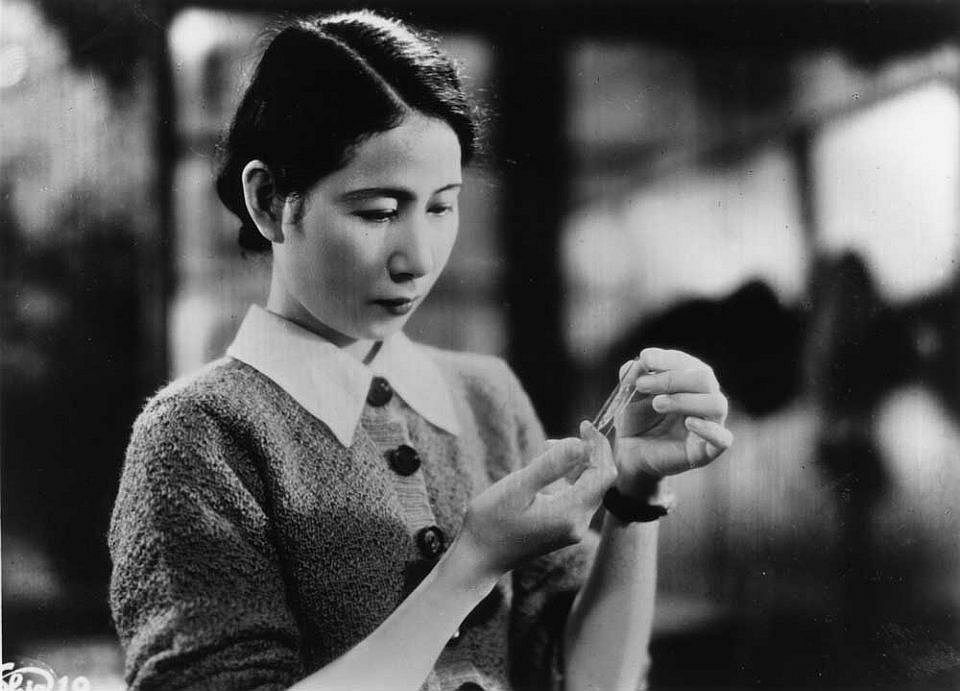
Shizue Natsukawa dans Le Printemps des petites îles (1940).

- 1927 : Cinq femmes autour de lui (彼を繞る五人の女, Kare o meguru gonin no onna?) de Yutaka Abe
- 1927 : La Dame aux camélias (椿姫, Tsubaki hime?) de Minoru Murata
- 1927 : La Maison de poupée (人形の家, Ningyō no ie?) de Yutaka Abe
- 1928 : Duo de mariage (結婚二重奏, Kekkon nijūsō?) de Tomotaka Tasaka
- 1928 : La Vie d'un homme (人の一生, Hito no isshō?) de Kenji Mizoguchi
- 1928 : La Ville de l'amour (愛の町, Ai no machi?) de Tomotaka Tasaka : Teruko, petite-fille de Kibuchi[7]
- 1928 : Torrent impétueux I (激流 前篇, Gekiryū zenpen?) de Minoru Murata[8]
- 1928 : Torrent impétueux II (激流 後篇, Gekiryū kōhen?) de Minoru Murata
- 1929 : Le Pont Nihon (日本橋, Nihon bashi?) de Kenji Mizoguchi
- 1929 : La Marche de Tokyo (東京行進曲, Tōkyō kōshin-kyoku?) de Kenji Mizoguchi
- 1929 : La Symphonie de la grande ville (都会交響曲, Tokai kokyōgaku?) de Kenji Mizoguchi
- 1930 : Le Pays natal (藤原義江のふるさと, Fujiwara Yoshie no furusato?) de Kenji Mizoguchi
- 1932 : La Fille qui joue de la flûte (鳩笛を吹く女, Hatobue o fuku onna?)[9]
- 1932 : Le Dieu gardien du temps (時の氏神, Toki no ujigami?) de Kenji Mizoguchi
- 1934 : Kokoro no taiyō: Zengo hen (心の太陽 前後篇?) de Kiyohiko Ushihara
- 1937 : Une jeune fille (若い人, Wakai hito?) de Shirō Toyoda : Sumiko Hashimoto
- 1940 : Le Printemps des petites îles (小島の春, Kojima no haru?) de Shirō Toyoda : Oyama sensei
- 1950 : Le Destin de madame Yuki (雪夫人絵図, Yuki fujin ezu?) de Kenji Mizoguchi
- 1953 : Lettre d'amour (恋文, Koibumi?) de Kinuyo Tanaka
- 1954 : Une femme (或る女, Aru onna?) de Shirō Toyoda
- 1954 : Vingt-quatre prunelles (二十四の瞳, Nijūshi no hitomi?) de Keisuke Kinoshita
- 1955 : Nuages lointains (遠い雲, Tōi kumo?) de Keisuke Kinoshita
- 1958 : Anzukko (杏っ子, Anzukko?) de Mikio Naruse
- 1958 : Les Tambours de la nuit (夜の鼓, Yoru no tsuzumi?) de Tadashi Imai
- 1959 : Un jour comme un autre (今日もまたかくてありなん, Kyō mo mata kakute arinan?) de Keisuke Kinoshita
- 1962 : Liens de sang (瞼の母, Mabuta no haha?) de Tai Katō
- 1964 : Kwaïdan (怪談, Kaidan?) de Masaki Kobayashi
- 1971 : Onna toseinin (女渡世人?) de Shigehiro Ozawa

## Récompenses et distinctions
- 1973 :  Médaille au ruban pourpre[10]
- 1981 : récipiendaire de l'Ordre de la Couronne précieuse de quatrième classe[10]